# Habenaria iyoensis
Habenaria iyoensis là một loài thực vật có hoa trong họ Lan. Loài này được (Ohwi) Ohwi mô tả khoa học đầu tiên năm 1936.